# Machaerium cantarellianum
Machaerium cantarellianum är en ärtväxtart som beskrevs av Frederico Carlos Hoehne. Machaerium cantarellianum ingår i släktet Machaerium och familjen ärtväxter. Inga underarter finns listade i Catalogue of Life.